# Masséna (cuirassé)
Pour les articles homonymes, voir Masséna.
Le Masséna est un cuirassé pré-dreadnought construit dans les années 1890 pour la Marine française. Avec les cuirassés Charles Martel, Jauréguiberry, Bouvet et Carnot, il fait partie du programme naval de 1890 dit « flotte d'échantillons », une série de navires de guerre conçus pour rivaliser avec les cuirassés britanniques de la classe Royal Sovereign. Il a été nommé en l'honneur du maréchal André Masséna. Souffrant d'un défaut de conception, le Masséna se révèle d'un poids excessif, entraînant de graves problèmes de stabilité qui altèrent de façon significative la précision de ses canons.
Le Masséna est successivement affecté à l'escadre du Nord, où il fait office pendant un temps de navire amiral, puis à l'escadre de la Méditerranée. Il est retiré du service peu avant le déclenchement de la Première Guerre mondiale en 1914. L'année suivante, il est réduit à l'état d'épave flottante dans le port de Toulon avant d'être remorqué jusqu'au cap Helles, à la pointe de la péninsule de Gallipoli. Le 9 novembre 1915, il y est sabordé pour servir de brise-lames afin de couvrir l'évacuation du corps expéditionnaire allié avec l'échec définitif de l'opération des Dardanelles.

## Conception

### Caractéristiques techniques
Le Masséna est le quatrième navire de la « flotte d'échantillons », un groupe de cinq cuirassés de conceptions globalement similaires mais présentant néanmoins des différences suffisantes pour être considérés comme des navires à part. Le premier de ces vaisseaux est le Charles Martel, dont le modèle sert de référence pour la construction du Masséna et des trois autres navires. Les caractéristiques techniques sont identiques pour tous les navires, mais la conception de chacun d'entre eux est confiée à des ingénieurs différents. Les cinq cuirassés sont calqués sur le précédent cuirassé Brennus mais, plutôt que de voir leur batterie principale montée au centre, ils adoptent l'arrangement en losange introduit auparavant sur le cuirassé Magenta ; en conséquence, deux canons de la batterie principale sont retirés pour être montés sur tourelle simple de chaque côté du navire. Pour les autorités, la construction de ces cinq bâtiments doit être une réponse aux cuirassés britanniques de la classe Royal Sovereign. 
Le Masséna est long de 112,65 m au niveau des perpendiculaires, large de 20,27 m et dispose d'un tirant d'eau de 8,84 m. Il est normalement censé déplacer 10 835 tonnes à vitesse normale mais, à la fin de sa construction, le navire se trouve en net surpoids, pour un total de 11 735 tonnes. Cette situation conduit le cuirassé à s'affaisser dans l'eau plus bas que prévu, immergeant partiellement sa ceinture blindée. Un rostre prononcé est édifié à l'avant du vaisseau afin d'améliorer sa stabilité. L'équipage se compose de 667 officiers et matelots.  
Le Masséna est propulsé par trois hélices chacune entraînée par un moteur à triple expansion. La vapeur nécessaire au fonctionnement des moteurs est fournie par vingt-quatre chaudières Lagrafel d'Allest. Son système de propulsion, développant 13 400 chevaux (soit 10 000 kW) permet au navire d'atteindre la vitesse de 17 nœuds (31,48 km/h), soit un nœud de moins que sa vitesse de conception initiale. Lors de trajets plus économiques, seuls les deux tiers des chaudières sont utilisées et ces chiffres retombent à 9 650 chevaux et 15,49 nœuds (28,69 km/h) respectivement. Le bâtiment peut également transporter 650 tonnes de charbon, même si la place disponible sur le navire permet d'élever cette quantité jusqu'à 800 tonnes.

### Armement
L'armement principal du Masséna comprend deux canons de 305 mm modèle 1893 montés sur tourelle simple, une à l'avant et une à l'arrière. Chaque tourelle dispose d'un arc de tir de 250°. L'installation de la tourelle avant à proximité de la proue vient alourdir de manière excessive cette partie du navire et aggrave les problèmes de stabilité de celui-ci, altérant notamment la précision des tirs. Le cuirassé est également équipé de deux canons de 274 mm modèle 1893 montés sur tourelle simple et installés au milieu du vaisseau, un sur chaque flanc. Son armement secondaire se compose de huit canons de 138,6 mm modèle 1891, montés sur des tourelles simples à commande manuelle situées aux angles de la superstructure et possédant un arc de tir de 160°. Le Masséna emporte également huit canons à tir rapide de 100 mm, douze canons à tir rapide de 47 mm et huit canons de 1 livre. Cet armement est complété par quatre tubes lance-torpilles de 450 mm, dont deux immergés sous la coque.
Le blindage du navire est fait à partir d'acier Harvey fabriqué par les usines du Creusot. La ceinture blindée, d'une épaisseur comprise entre 250 mm et 450 mm, s'étend sur 110 m le long de la coque, pour une largeur de 2,3 m. Au-dessus de la ceinture se trouve un blindage latéral de 101 mm d'épaisseur. Les cloisons situées aux extrémités de la ceinture blindée sont recouvertes de 240 mm de blindage. Les canons de la batterie principale sont protégés par des plaques de 350 à 400 mm et les tourelles secondaires sont renforcées sur les côtés par un blindage de 99 mm d'épaisseur. Le blindage du pont principal et du pont inférieur font respectivement 69 et 38 mm d'épaisseur ; enfin, les plaques d'acier fixées sur le château font 350 mm d'épaisseur.

## Historique

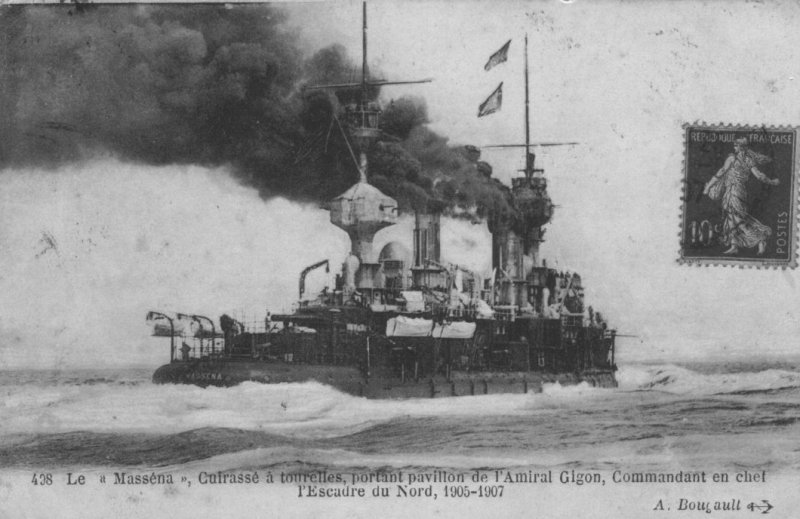
Carte postale montrant le Masséna en mer.

Le Masséna est mis sur cale aux Ateliers et Chantiers de la Loire en septembre 1892 et est lancé trois ans plus tard en juillet 1895. Le navire est achevé en juin 1898, juste à temps pour participer aux manœuvres de l'escadre du Nord en juillet de la même année. Il est affecté à l'escadre du Nord en tant que navire amiral, portant la marque du vice-amiral Ménard. Chaque mois de juin, cette escadre effectue ses exercices d'entraînement annuels avant de se joindre le mois d'après à l'escadre de Méditerranée pour des manœuvres combinées. En 1900, quatre officiers ingénieurs sont sérieusement blessés en démontant un tuyau qu'ils souhaitaient réparer. L'installation ayant été démontée trop vite, les quatre hommes ont été grièvement brûlés par la vapeur échappée du conduit. En 1903, le Masséna est transféré à l'escadre de Méditerranée où il intègre la 2e escadre avec plusieurs de ses demi-sister-ships.  
Le 18 août 1903, le navire participe à des essais d'artillerie en mer au large de l'Île Longue aux côtés du Suffren, un cuirassé de construction récente. Une plaque en acier doux de 55 cm d'épaisseur, longue de 225 cm et large de 95, est fixée sur le côté de la tourelle avant du Suffren afin de déterminer la résistance d'une plaque de blindage à un obus de gros calibre. Le Masséna jette l'ancre à 100 m du Suffren et tire plusieurs obus de 305 mm sur la cible. Les trois premiers, simples obus d'entraînement, infligent quelques dégâts mineurs à la cible ; en revanche, les deux derniers obus, tirés à charge complète, détruisent la cible sans toutefois endommager la tourelle du Suffren qui reste totalement opérationnelle, de même que le système de conduite de tir électrique Germain. En outre, les six moutons placés au préalable dans la tourelle sont indemnes. Un éclat frappe le Masséna au-dessus de la ceinture blindée et laisse un trou de 15 cm dans la coque tandis qu'un autre éclat de 50 kg atterrit à quelques mètres seulement du ministre de la Marine, Camille Pelletan, qui assiste aux essais.

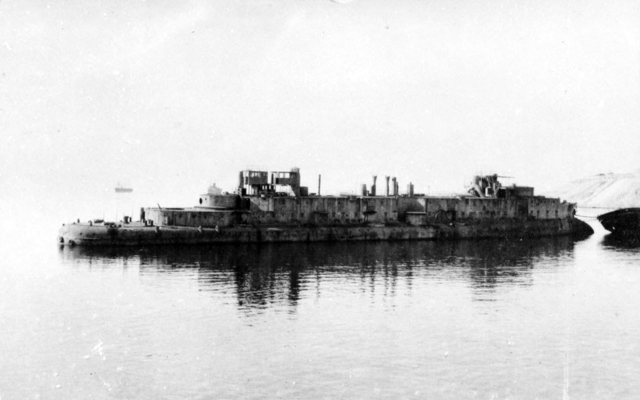
Le Masséna sabordé au large de Gallipoli en 1915.

En septembre 1906, le compositeur et marin Jean Cras est affecté à bord du navire. Deux ans plus tard, le Masséna est retiré du service et placée dans l'escadre de réserve avec cinq autres cuirassés obsolètes. Il demeure toutefois en service actif jusqu'en 1913, date à laquelle il est définitivement rayé des contrôles de la flotte. Il est ensuite réduit à l'état d'épave flottante en 1915. La même année, la Triple-Entente débarque un corps expéditionnaire dans la péninsule de Gallipoli dans l'objectif de s'emparer de Constantinople, contraindre l'Empire ottoman à cesser les hostilités et mettre en place une voie de ravitaillement vers la Russie via les Dardanelles. Trop vieux pour reprendre du service, le Masséna ne prend aucune part à la bataille des Dardanelles qui se solde par une impasse à la fin de l'année 1915 sans progrès significatifs pour les Alliés. L'Entente décide alors de mettre fin à l'opération et, dans cette phase finale de la campagne, le Masséna retrouve une certaine utilité. Le cuirassé est remorqué de Toulon jusqu'au cap Helles, au bout de la péninsule de Gallipoli. Il y est sabordé le 9 novembre 1915 pour servir de brise-lames et couvrir en tant que tel l'évacuation du corps expéditionnaire allié qui devient effective au mois de janvier 1916.

## Personnalités ayant servi sur le navire
- Georges Henri Marie Nicolas André (1865-1915)